# تشارلز ر. دانا
تشارلز ر. دانا (بالإنجليزية: Charles R. Dana)‏ هو سياسي أمريكي، ولد في 8 نوفمبر 1802، وتوفي في 7 أغسطس 1868.